# Bjerreby (plaats)
Bjerreby is een plaats in de Deense regio Zuid-Denemarken. Het dorp op het eiland Tåsinge ligt in de gemeente Svendborg. Bjerreby telt 353 inwoners (2008).
- Library of Congress Control Number: n85011909
- Nationale Bibliotheek van Israël: 987007562359305171
- Virtual International Authority File: 158333828